# 共栄 (企業)
株式会社共栄（きょうえい）は、広島県福山市にある日本の棺や小物の企画、製造、販売を行う会社である。

## 概要
1970年3月に柳父功が株式会社共栄を設立し、葬祭用具の一つである「棺」の制作・販売を行う。現在は、棺の他に副葬品の仏衣・担架布団などの販売も行っている。2016年には埼玉県川口市に関東倉庫を設立し、全国に棺や副葬品の配送を行う。

## 沿革
- 1970年 - 株式会社共栄設立、柳父功社長就任[1]
- 1981年 - 資本金2000万円に増資
- 1991年 - 資本金4000万円に増資、土地取得(約965m2)
- 1992年 - 土地取得(約926m2)、本社社屋拡張
- 1995年 - グループ会社・有限会社ヴェルヴィ設立
- 1999年 - 栗原正樹社長就任
- 2016年 - 関東倉庫設立
- 2019年 - 配送センター設立
- 2020年 - 栗原正宗社長就任